# Wojna Franków z Wizygotami
Wojna Franków z Wizygotami. Po śmierci Euryka (484) na tronie Wizygotów zasiadł Alaryk II (484 - 507). W roku 486 król Franków Chlodwig I rozbił pod Soissons ostatnią już pozostałość państwa rzymskiego na terenie północnej Galii, a faktyczny dotąd władca tego obszaru Syagriusz schronił się na dworze wizygockim w Tuluzie. Gdy jednak Chlodwig zażądał wydania zbiega, grożąc w wypadku odmowy wojną, Alaryk uległ groźbie. Syagriusz został wydany Frankom i rychło potem stracony.
W roku 490 Alaryk II pomyślnie interweniował w Italii na rzecz Teodoryka ostrogockiego w jego walce z Odoakrem. Pomoc wizygocka odegrała doniosłą rolę i przechyliła szalę zwycięstwa na stronę Ostrogotów. Stopniowo jednak zagrożenie ze strony Franków było większe. W roku 502 doszło do osobistego spotkania Alaryka i Chlodwiga, którzy zawarli porozumienie mające przetrwać zaledwie 5 lat.
W roku 507 Frankowie rozpoczęli wojnę z Wizygotami. Wojska Franków wdarły się głęboko na terytorium wizygockie. Doszło do bitwy pod Vouillé, w której Wizygoci ponieśli druzgocącą porażkę, a Alaryk II poległ. Jeszcze w tym samym roku Frankowie zdobyli Bordeaux, a rok później stolicę Wizygotów Tuluzę i przechowywaną w niej część skarbu królewskiego Wizygotów. Ekspedycyjny korpus ostrogocki wysłany na pomoc swym pobratymcom przez Teodoryka nie zdążył przybyć na czas. Ocaleli z bitwy Wizygoci przenieśli się za Pireneje do Hiszpanii. Niemal cała Galia dostała się pod panowanie Franków.
Do sukcesu Franków w dużej mierze przyczyniło się to, że byli katolikami, podobnie jak mieszkańcy południowej Galii, którzy nie darzyli sympatią będących arianami Wizygotów.